# Tudou
Tudou (chinesisch 土豆網, Pinyin Tǔdòu Wǎng – „Kartoffelnetz“) ist eines der größten Internet-Videoportale Chinas. Die Seite ging am 15. April 2005 online und hatte im September 2007 ein Streamingvolumen von über 55 Millionen Videos pro Tag.
Tudou ist nach eigenen Angaben einer der größten Bandbreitenverbraucher überhaupt. Im Jahr 2007 wurden pro Tag über die Seite mehr als ein Petabyte an über 7 Millionen Nutzer gestreamt. Bei YouTube wurden zur gleichen Zeit zwar mehr Videos pro Tag abgerufen, aber da die durchschnittliche Länge der Videos auf Tudou größer war, streamte zu dieser Zeit Tudou mit 15 Millionen Minuten pro Tag deutlich länger als YouTube (3 Millionen Minuten).
Mitte 2012 fusionierten Youku und Tudou zum gemeinsamen Unternehmen Youku Tudou Inc.
Laut Alexa Internet belegte Tudou vor der Fusion Platz 14 der meistbesuchten Seiten in China. Youku war vor der Fusion auf Platz 11.